# Boiadeiro na umbanda
Boiadeiro é uma linha de trabalho de entidades que trabalham em terreiros de umbanda.
Enquanto os Malandros (Pernambucanos) e Baianos são conhecidos pela alegria, os boiadeiros remetem à sisudez.

## História
Normalmente são entidades vinculadas, quando encarnadas, aos homens que trabalharam, sobretudo, na condução de gado, tais como peões, laçadores, vaqueiros e tocadores de gado nos Séculos XVIII e XIX. No mundo astral esses espíritos escolheram atuar na Umbanda, utilizando esse arquétipo do homem do campo.  
São uma classe de espíritos que tem como principais funções recolher espíritos obsessores, quiumbas, e também atuar na limpeza energética nos terreiros. Essas entidades de linha intermediária trabalham no auxílio de consulentes, tanto nas giras de esquerda como nas de direita.
Geralmente essas entidades atuam com a irradiação de Ogum e Iansã, mas também são vistos boiadeiros ligados a Oxóssi.
Exemplos de nomes de Boiadeiro:
- Zé da Figueira;
- Chico da Porteira;
- Zé do Laço;
- Zé da Campina;
- Zé Mineiro;
- João da Serra;
- Boiadeiro Navizala;
- Laço Nervoso;
- Carro de Boi;
- Zé do Trilho;
- João Boiadeiro;
- Boiadeiro do Lajedo
- Boiadeiro da Jurema
- Zé do Gibão